# Vall de Tanfield

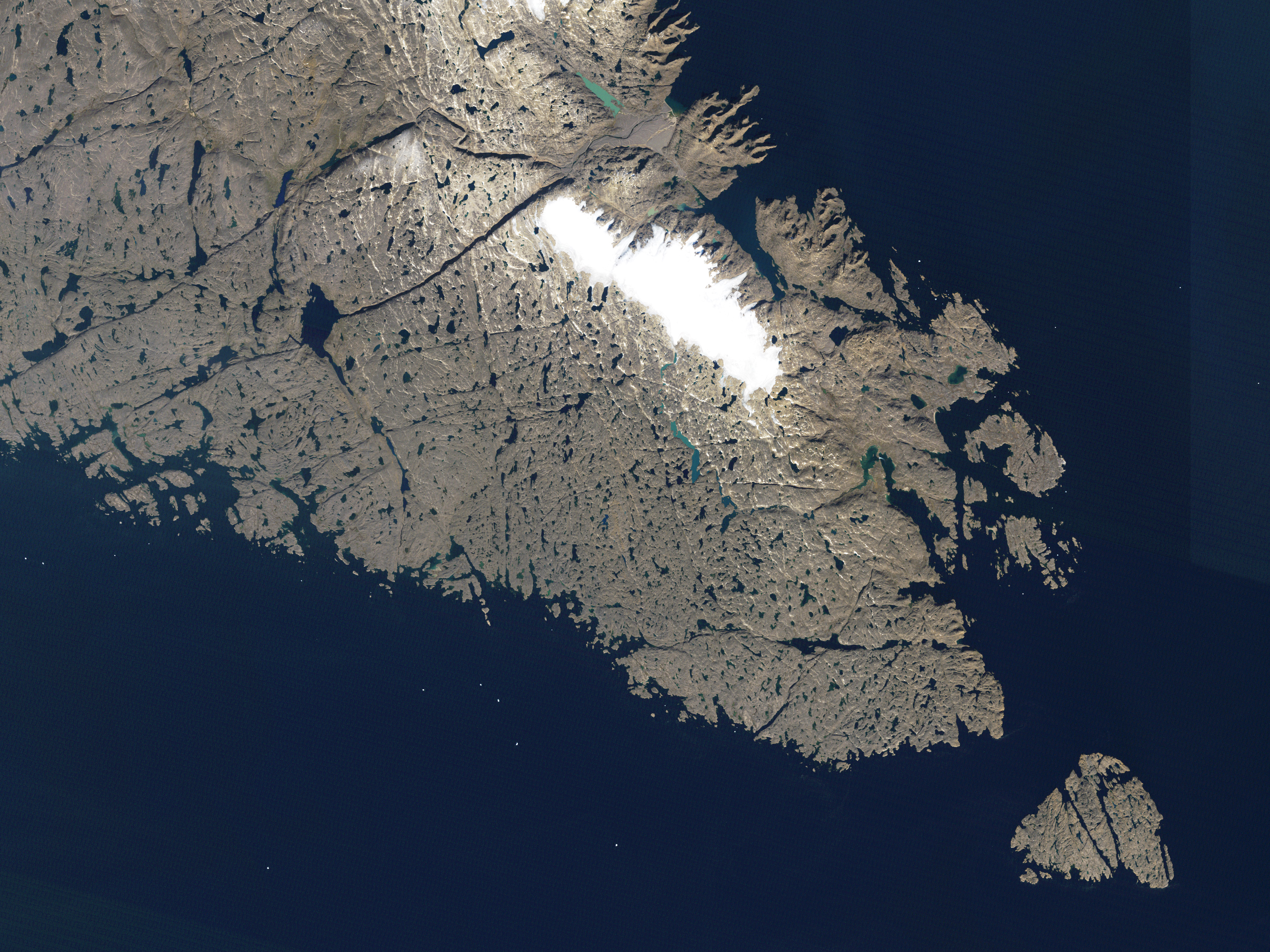
Punta meridional de l'illa de Baffin

La vall de Tanfield, també coneguda com a Nanook, és un jaciment arqueològic situat a la projecció més meridional d'illa de Baffin al territori canadenc de Nunavut. És possible que el lloc fos conegut pels exploradors nòrdics precolombins de Groenlàndia i Islàndia. Podria trobar-se a la regió de Helluland de la que es parla a les sagues islandeses (Saga dels Groenlandesos i Saga d'Eric el Roig).
El Projecte d'Arqueologia Helluland és una iniciativa d'investigació que es va crear al Museu Canadenc de la Civilització, ara Museu Canadenc de la Història, per investigar la teoria de Patricia Sutherland d'una presència nòrdica estesa a l'illa de Baffin Island amb comerç extensiu amb el poble indígena de la cultura Dorset. Actualment està interrompuda després de l'expulsió de Sutherland del museu en 2012. Les excavacions dirigides per Sutherland a la vall de Tanfield trobaren evidències de tèxtils nòrdics medievals, metal·lúrgia i altres elements relacionats amb tecnologia europea. Els artefactes de fusta dels jaciments Dorset inclouen espècimens que tenen una estreta semblança amb els artefactes noruecs de Groenlàndia. També s'hi ha descobert pells de rates d'Euràsia.
Moreau Maxwell (1918-1998), professor i conservador d'Antropologia a la Universitat Estatal de Michigan, havia investigat prèviament el jaciment en el seu estudi de la prehistòria de l'illa de Baffin, els resultats del qual tenia resumits en la seva publicació Prehistory of the Eastern Arctic (1985).